# 孝経

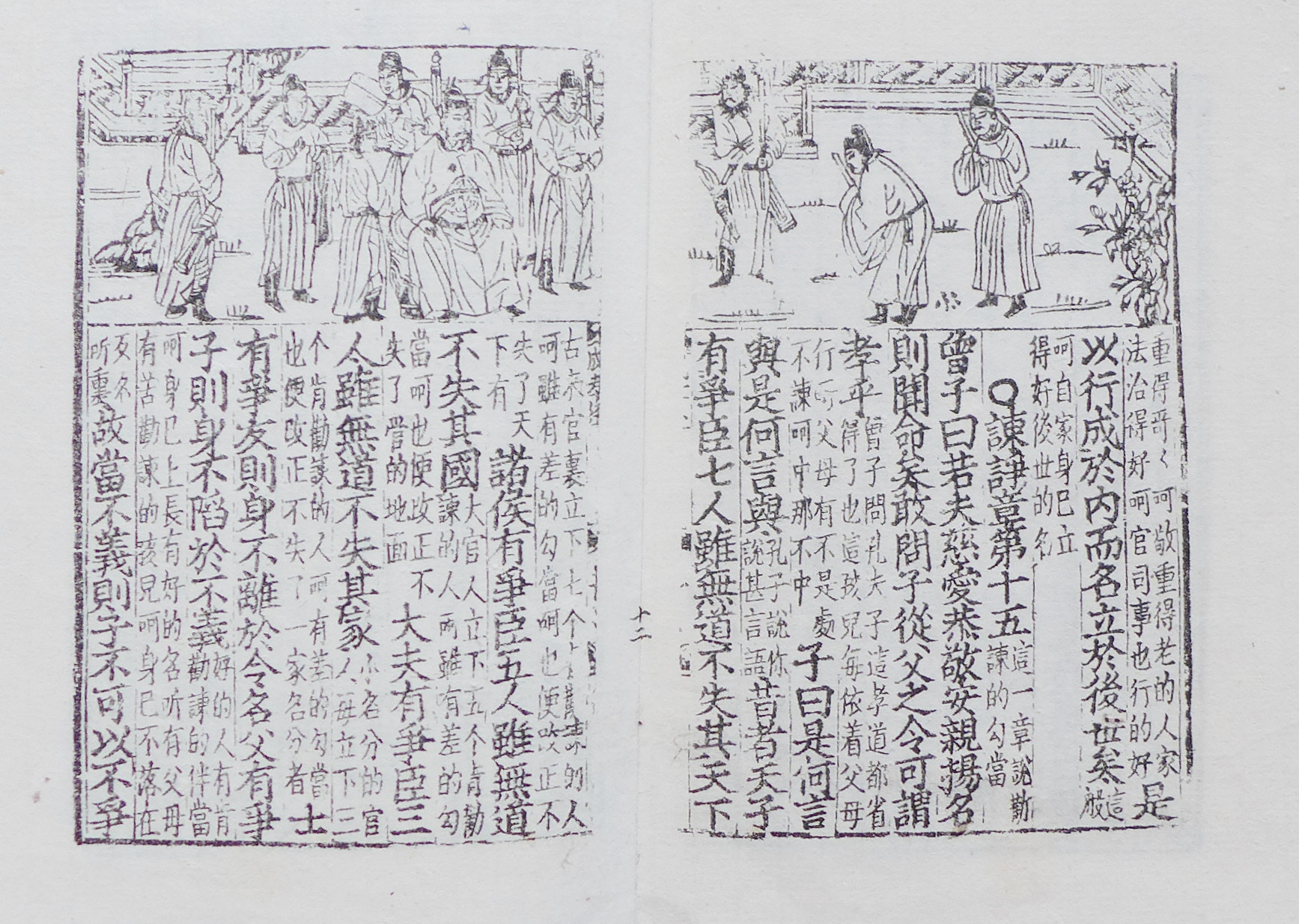
『孝経』諌争章（新刊全相成齋孝經直解）

『孝経』（こうきょう）は、中国の経書のひとつ。曽子の門人が孔子の言動をしるしたという。十三経のひとつ。
孝の大体を述べ、つぎに天子、諸侯、郷大夫、士、庶人の孝を細説し、そして孝道の用を説く。

## 概要
『孝経』は、孔子と曽子が儒教の重要概念である「孝」について問答する、という形式を取っている。
古文は22章、今文や御注本は18章から構成され、各章の終わりには多く『詩経』の文句を引く（ただし、朱子は詩の引用を後世の追加とみて削っている）。
親を愛する孝は徳の根本であり、「至徳」であり、上は天子の政治から下は庶民までの行動原理であるとする。
全体は短く、五経のうちには含まれていないが、古くから重要視された。

## 作者
『孝経』の作者についてはいくつかの説がある。
一つ目は、孔子と曾子の問答は孔子が仮託したものであると考え、全編を孔子本人の作とする説。
二つ目は、曽子を作者とする説。
三つ目は、曽子の門人を作者とする説。この説は比較的新しく、朱子『孝経刊誤』がこの説を採用している。
ほかに七十子説、子思説、孟子の弟子説などがある。清の姚際恒「古今偽書考」は、『孝経』が『春秋左氏伝』と多く一致することから、漢代の偽作とするが、『呂氏春秋』が『孝経』を引用しているため、先秦の著作であることは疑いえない。武内義雄は、『孝経』が「天子・諸侯・卿大夫・庶人」に章を分けているのが『孟子』の思想と一致しているとして、『孝経』が孟子と同じ学派によるものと考えた。

## 伝来
漢代に入り、『孝経』に関する記録が散見されるようになる。例えば、前漢の宣帝は即位前に『詩経』『論語』とともに『孝経』を学んでいたという。また、平帝の元始3年（西暦3年）には、各学校に孝経師一人を置くようにさせた。
また、後漢に入ると『孝経』にもとづく緯書が多く作られ（『孝経援神契』『孝経鈎命決』など）、それらの書では『孝経』を『春秋』と並べて重視した。

### 古文と今文
古来、『孝経』のテキストには、「古文」と「今文」の二系統が存在した。
秦の始皇帝の焚書ののち、前漢の初めに顔芝・顔貞父子によって世に出た『孝経』は、漢代通用の隷書で書かれていたために今文孝経という。全18章からなる。今文孝経には鄭注（鄭玄の真作であるかは不明）がつけられた。
これに対して、漆書蝌蚪の古文字によるものを古文孝経という。漢の武帝の末に魯共王が孔氏の書院の壁から得たとも、昭帝のときに魯国の三老が献じたともいう。『漢書』芸文志の顔師古注に引く桓譚『新論』によると、古文孝経は1872字あり、今文と400字あまり異なっていた。古文には今文の18章のほかに閨門章があり、今文の庶人章を2章に分け、聖治章を3章に分け、全22章からなるが、今文と本質的には大きな差はなかった。古文孝経には、孔安国の注が付けられていたとされるが、『漢書』にはその記述はない。
その後、南北朝時代の南斉では鄭注本の今文を教科書に採用した。敦煌文書も大部分は今文系である。一方、古文孝経は梁代に散佚した。
隋代に孔安国の伝のついた古文孝経が再発見され、劉炫がこれに注釈をつけて『孝経述議』を著した。但し、これは孔安国による真作とは認められず、六朝の頃の偽作である。

### 玄宗注の成立
唐代、玄宗は今文・古文の争いを解決するため、開元7年（719年）に古文派（劉知幾ら）と今文派（司馬貞ら）によって論争を行わせた。しかし結論は出ず、玄宗自ら欽定の注釈を作成することになった。これによって、開元10年（722年）、『孝経』玄宗注（『御注孝経』）が作られ、これらを併せ、元行沖が疏を制作した。
『御注』は、「孝」を国家の政治道徳へと転換し、家族的な孝を君に移して忠とすべきことを強調した。

### 宋代以後
その後中国では御注本のみが行われ、鄭注今文と孔伝古文はともに滅んでしまった。宋代に入り、司馬光は秘閣で古文孝経を見ることができたが、文字は古文ではなく、伝もついていなかった。これをもとに司馬光は『古文孝経指解』を作った。朱子の『孝経刊誤』も基本的にこの古文によっているが、本文のうち最初の7章（今文では6章）のみが本文で、他は後の人が本文を敷衍解釈した「伝」とする解釈のもとに大胆に本文を書きかえた。朱子『孝経刊誤』は朱子の名声によって後世への影響が強く、朱子本を元にした元の董鼎『孝経大義』は日本でも大いに流行した。
今文については、『経典釈文』や『群書治要』などに引用されて残っているもののほかに、敦煌から発見された抄本がある。

## 日本での受容

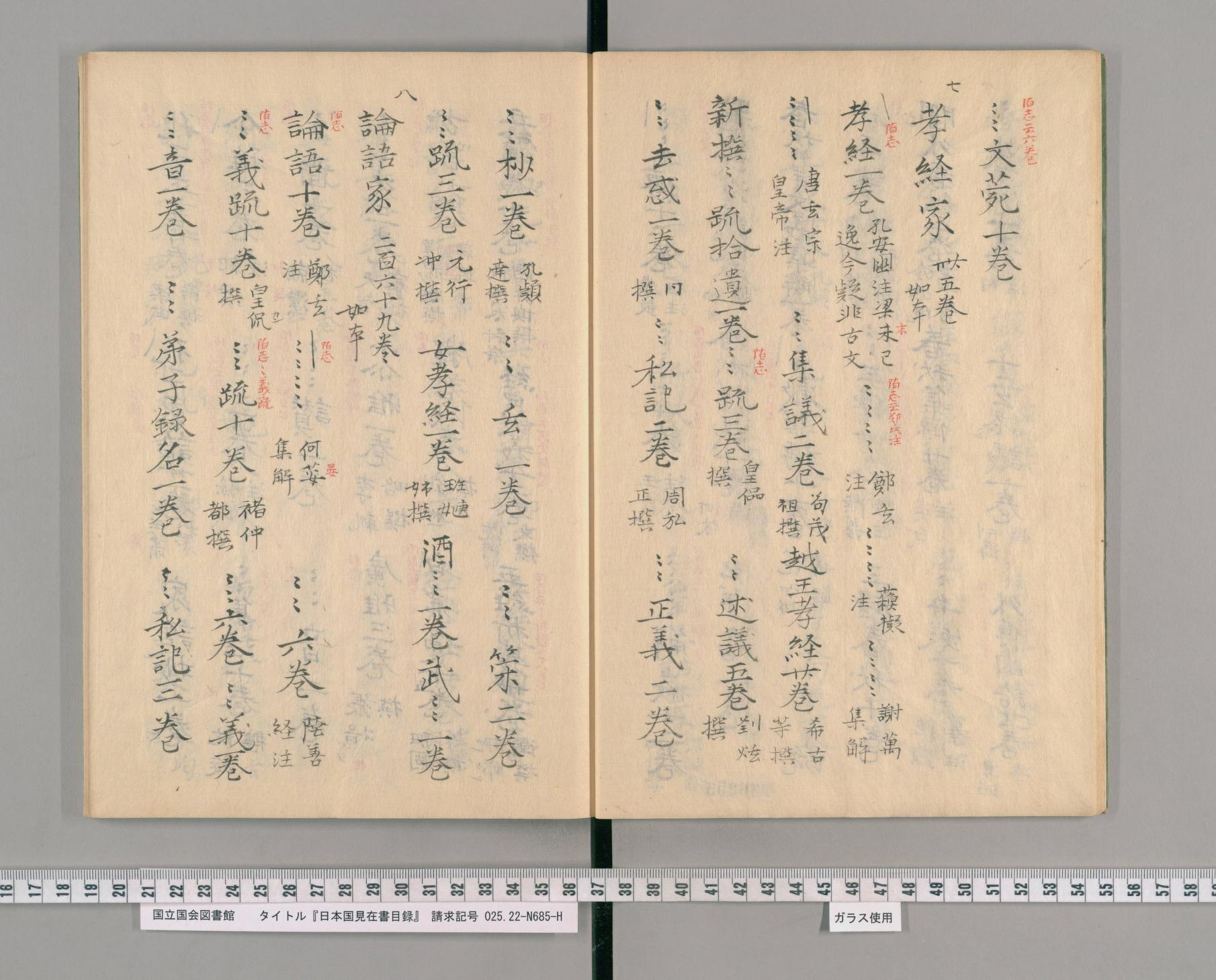
国立国会図書館デジタルコレクション
『日本国見在書目録』の「孝経家」「論語家」の頁。

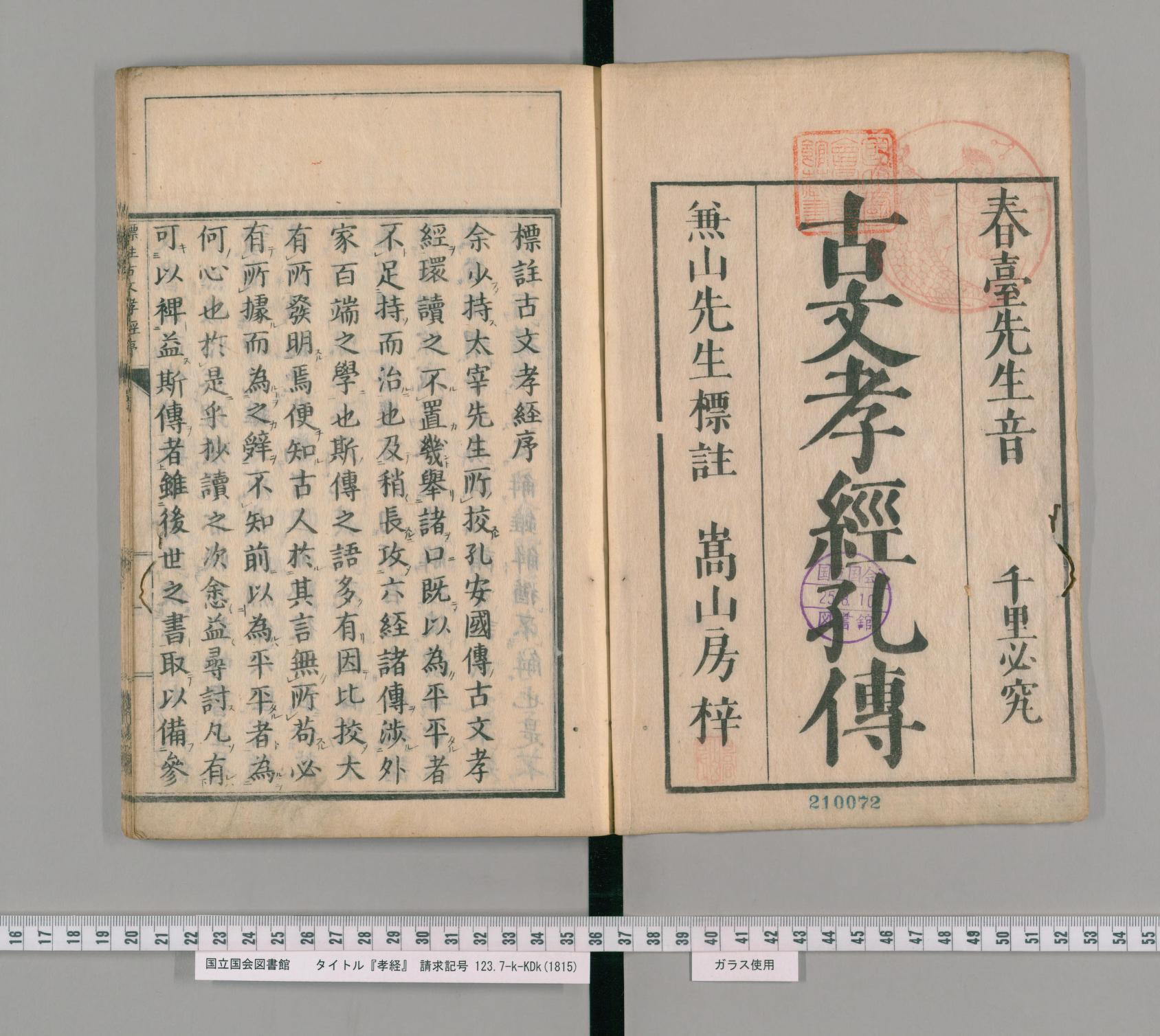
国立国会図書館デジタルコレクション
太宰春台の音、片山兼山の標注による『古文孝経孔伝』で、これは文化12年（1815年）に出版された本。

日本では古くから『孝経』が重視された。美努岡万墓誌（728年ごろ）に古文孝経をもとにした文章が使われている。また、胆沢城から発見された『孝経』の漆紙文書は奈良時代中期・後半のものとされる。
養老令には学生が『論語』と『孝経』を学ぶべきことを述べている。『日本三代実録』によると、貞観2年（860年）には御注本を正規の『孝経』としたが、なお孔伝古文の使用も許されていた。後に明経道清原氏が孔伝を家本とし、孔伝古文が公式に採用された。このため、中国と異なり、日本では孔伝古文が滅びなかった。
なお、鄭注今文については、『日本国見在書目録』に孔伝と鄭注がともに見え、永観元年（983年）に奝然が北宋の太宗に鄭注本を献上した記録があることから、中国より遅くまで残ったようだが、現存しない。
古文孝経の古いテキストとしては建久6年（1195年）の奥書をもつ猿投神社蔵本や、仁治2年（1241年）の奥書をもつ清原教隆校点本（内藤湖南旧蔵、現杏雨書屋蔵）をはじめとして、多くの抄本が日本に残っている。『時慶卿記』によると、文禄2年（1593年）に朝鮮から銅活字がもたらされたときに古文孝経を印刷したというが（文禄勅版）、実物は現存しない。 慶長4年（1599年）の古活字版古文孝経（慶長勅版）は現存する。
江戸時代には中江藤樹が特に『孝経』を重視した。
太宰春台は享保6年（1721年）に『古文孝経孔氏伝』を校訂出版した。これが中国に逆輸入されて『知不足斎叢書』にはいったが、清の学者はこれを日本人による贋作と考える傾向が強かった。
隋に古文孝経が再発見されたときに劉炫がつけた注釈である『孝経述義』も日本に1・4巻が残されているのを武内義雄が発見した。林秀一はこれを元に他の巻も復元した。林はまた敦煌本をもとに鄭注今文孝経も復元した。

## 構成
今文（御注本もおなじ）と古文では章の分けかたが異なるだけでなく、応感章の位置が異なる。
朱子の『孝経刊誤』は、全体を経と伝に分け、伝は順序を大幅に入れかえている。
対照表を作ると下のようになる。
| 今文         | 古文          | 朱子         |
| ------------ | ------------- | ------------ |
| 1.開宗明義章 | 1.開宗明義章  | 経（不分章） |
| 2.天子章     | 2.天子章      | 経（不分章） |
| 3.諸侯章     | 3.諸侯章      | 経（不分章） |
| 4.卿大夫章   | 4.卿大夫章    | 経（不分章） |
| 5.士章       | 5.士章        | 経（不分章） |
| 6.庶人章     | 6.庶人章      | 経（不分章） |
| 6.庶人章     | 7.孝平章      | 経（不分章） |
| 7.三才章     | 8.三才章      | 伝3章        |
| 8.孝治章     | 9.孝治章      | 伝4章        |
| 9.聖治章     | 10.聖治章     | 伝5章        |
| 9.聖治章     | 11.父母生績章 | 伝6章        |
| 9.聖治章     | 12.孝優劣章   | 伝6章        |
| 10.紀孝行章  | 13.紀孝行章   | 伝7章        |
| 11.五刑章    | 14.五刑章     | 伝8章        |
| 12.広要道章  | 15.広要道章   | 伝2章        |
| 13.広至徳章  | 16.広至徳章   | 伝1章        |
| 14.広揚名章  | 18.広揚名章   | 伝11章       |
| (なし)       | 19.閨門章     | 伝12章       |
| 15.諫争章    | 20.諫争章     | 伝13章       |
| 16.応感章    | 17.応感章     | 伝10章       |
| 17.事君章    | 21.事君章     | 伝9章        |
| 18.喪親章    | 22.喪親章     | 伝14章       |

## 孝経に典拠をもつ言葉
「博愛」は『孝経』を出典とする言葉である。ただし現代とは意味が異なり、親への愛を親以外の人間にも及ぼすことをいう。
冒頭の開宗明義章の「身体髪膚、受之父母。不敢毀傷、孝之始也。立身行道、揚名於後世、以顕父母、孝之終也。」はとくに有名であり、前半は『千字文』の「蓋此身髪、四大五常。恭惟鞠養、豈敢毀傷。」に、後半は「身を立て名を揚げ」という「仰げば尊し」の文句に使われている。

## 日本語訳
- 栗原圭介『孝経』明治書院〈新釈漢文大系 35〉、1986年。ISBN 978-4625570353。
- 加地伸行『孝経 全訳注』講談社〈講談社学術文庫〉、2007年。ISBN 4061598244。

などがある。
以下は『孝経』に加え『曾子』（『大戴礼記』より10篇）や、諸書に引かれる曾子の言葉を併録している。
- 武内義雄・坂本良太郎『孝経・曾子』岩波文庫（旧訳）、初版1940年、復刊1988年、1997年。ISBN 4003321111。NDLJP:12213891/148。
- 末永高康『孝経・曾子』岩波文庫（新訳）、2024年。ISBN 4003321197